# Je ne veux qu'elle
Singles de Marc Lavoine
J'aurais voulu
(2002) Dis-moi que l'amour
(2003)
Pistes de Marc Lavoine
J'aurais voulu
(3) Mucho embrasse-moi
(5)
Je ne veux qu'elle est une chanson interprétée par Marc Lavoine en duo avec Claire Keim, parue sur l'album Marc Lavoine et sortie en tant que quatrième et dernier single de l'album le 4 novembre 2002. Ce titre a atteint le top 10 en France et a également été un succès en Belgique francophone et en Suisse.

## Contexte et sortie
La chanson a été coécrite par Robert Goldman et Marc Lavoine, et composée par Robert Goldman, et a contribué à lancer la carrière musicale de Claire Keim. Les deux chanteurs ont interprété la chanson lors de la tournée de Lavoine en 2003 et leur version en concert est disponible sur l'album Olympia deux mille trois. La chanson figure également sur les compilations Les Duos de Marc et La Collection de Marc, tous deux sortis en 2007.

## Accueil commercial
En France, le single s'est directement hissé à la 9e place le 9 novembre 2002, devenant ainsi le troisième succès de Marc Lavoine dans le top 10 du SNEP. Il a ensuite chuté et est resté 17 semaines dans le top 50 et 23 semaines dans le top 100. En Belgique, le single a été classé pendant 16 semaines dans l'Ultratop 50 francophone et a atteint le numéro 14 lors de sa deuxième semaine, le 23 novembre 2002. En Suisse, la chanson a atteint la 34e place le 12 janvier 2003 et est restée 15 semaines dans le top 100.
En 2002, Je ne veux qu'elle a été la 63e chanson la plus diffusée à la radio en France, et le clip a été le 127e plus diffusé à la télévision.

## Liste des titres
| 1. | Je ne veux qu'elle (en duo avec Claire Keim) | Marc Lavoine, J. Kapler | J. Kapler        | 4:03 |
| 2. | N'oublie jamais                              | Marc Lavoine            | Romano Musumarra | 4:12 |

| 1. | Je ne veux qu'elle (en duo avec Claire Keim) | Marc Lavoine, J. Kapler | J. Kapler | 3:58 |
| 2. | Je ne veux qu'elle (version live 2003)       | Marc Lavoine, J. Kapler | J. Kapler | 5:03 |

## Classements
| Classement (2002-03)                    | Meilleure position |
| --------------------------------------- | ------------------ |
| Belgique (Wallonie Ultratop 50 Singles) | 14                 |
| France (SNEP)                           | 9                  |
| Suisse (Schweizer Hitparade)            | 34                 |

| Classement (2011)                          | Meilleure position |
| ------------------------------------------ | ------------------ |
| Belgique (Wallonie Back Catalogue Singles) | 47                 |

| Classement (2002)            | Position |
| ---------------------------- | -------- |
| Belgique (Wallonie Ultratop) | 96       |
| France (SNEP)                | 92       |

## Crédits
|  | Informations issues de Discogs. |

- Jean-François Berger : arrangements et direction de cordes
- Egidio Alves Martins : direction artistique
- Hugh Burns : guitare acoustique
- Laurent Vernerey : guitare basse
- Jean-Pierre Bucolo : dobro
- Philippe Russo : guitare électrique
- Perry Montague-Mason : violon
- Isabel Griffiths : cordes
- Thomas Sandoval : assistant
- Mathew Vaughan : programmation
- François Delabrière : mixage et enregistrement
- Ian Cooper : mastérisation
- François Delabrière, Jean-François Berger et Marc Lavoine : production

## Historique de sortie
| Pays    | Date            | Format    | Label                            |
| ------- | --------------- | --------- | -------------------------------- |
| France, | 4 novembre 2002 | CD single | Mercury (Universal Music France) |

## Reprises
La chanson a été reprise par Gérard Darmon et Julie Zenatti pour l'album des Enfoirés, Le Village des Enfoirés (2006), incluse dans un medley intitulé Medley Séduction.